# Новое (Киевская область)
Но́вое (укр. Нове) — село, входит в Фастовский район (до 2020 в Киево-Святошинский район) Киевской области Украины.
Население по переписи 2001 года составляло 388 человек. Почтовый индекс — 08168. Телефонный код — 4598. Занимает площадь 3,56 км².

## Местный совет
08150, Киевская обл., Фастовский р-н, г. Боярка (Боярская ОТГ), ранее было в составе с. Тарасовка, пр. Островского, 4, тел. 31-1-95.